# ŽNK Donat Zadar
ŽNK Donat, ženski je nogometni klub iz Zadra.

## Povijest
Ženski nogometni klub Donat osnovan je 2015. godine u Zadru.